# Pedicularis karakorumiana
Pedicularis karakorumiana är en snyltrotsväxtart som beskrevs av T. Yamazaki. Pedicularis karakorumiana ingår i släktet spiror, och familjen snyltrotsväxter. Inga underarter finns listade i Catalogue of Life.